# ستاره‌های دنباله‌دار
ستاره‌های دنباله‌دار (کره‌ای: 별똥별; انگلیسی: Sh**ting Stars) یک مجموعه تلویزیونی کره جنوبی با بازی لی سونگ کیونگ و کیم یونگ ده است. این مجموعه از ۲۲ آوریل تا ۱۱ ژوئن ۲۰۲۲، جمعه و شنبه‌ها ساعت ۲۲:۴۰ (کی‌اس‌تی) از تی‌وی‌ان برای ۱۶ قسمت پخش شد. همچنین برای استریم در آی‌چی‌یی در مناطق منتخب در دسترس است.

## خلاصهٔ داستان
داستان این مجموعه دربارهٔ رابطهٔ عشق و نفرت یک بازیگر معروف به نام گونگ ته-سونگ (کیم یونگ ده) با اوه هان-بیول (لی سونگ کیونگ)، رئیس بخش روابط عمومی آژانس مدیریتی است.

## بازیگران

### اصلی
- لی سونگ کیونگ در نقش اوه هان-بیول[۹]

رئیس بخش روابط عمومی استار فورس انترتینمنت.
- کیم یونگ ده در نقش گونگ ته-سونگ[۹]

یک بازیگر تاپ که با استار فورس انترتینمنت قرارداد امضا کرده است.
- یون جونگ هون در نقش کانگ یون-سونگ[۱۰]

یک منیجر.
- کیم یون-هه در نقش پارک هو-یونگ[۱۱]

بازیکن تکواندو که اکنون منیجر شده است.
- پارک سو جین در نقش جو کی-بوم[۱۲][۱۳]

بهترین دوست اوه هان-بیول.

## تولید

### فیلم‌برداری
در ۱۱ مارس ۲۰۲۲، اعلام شد که بازیگر ها دو کوان به کووید ۱۹ مبتلا شده است و برنامه‌ریزی‌های فیلم‌برداری کنسل شده است.

### انتشار
در ۳ مارس ۲۰۲۲، تصاویری از جلسهٔ رسمی فیلم‌نامه خوانی منتشر شد.